# Rarden
Rarden és una població dels Estats Units a l'estat d'Ohio. Segons el cens del 2000 tenia 176 habitants.

## Demografia
Segons el cens del 2000, Rarden tenia 176 habitants, 69 habitatges, i 48 famílies. La densitat de població era de 339,8 habitants per km².
Dels 69 habitatges en un 34,8% hi vivien nens de menys de 18 anys, en un 52,2% hi vivien parelles casades, en un 15,9% dones solteres, i en un 30,4% no eren unitats familiars. En el 26,1% dels habitatges hi vivien persones soles el 14,5% de les quals corresponia a persones de 65 anys o més que vivien soles. El nombre mitjà de persones vivint en cada habitatge era de 2,55 i el nombre mitjà de persones que vivien en cada família era de 3,15.
Per edats la població es repartia de la següent manera: un 24,4% tenia menys de 18 anys, un 8,5% entre 18 i 24, un 35,2% entre 25 i 44, un 14,8% de 45 a 60 i un 17% 65 anys o més.
L'edat mediana era de 36 anys. Per cada 100 dones de 18 o més anys hi havia 104,6 homes.
La renda mediana per habitatge era de 35.781 $ i la renda mediana per família de 36.250 $. Els homes tenien una renda mediana de 30.000 $ mentre que les dones 28.500 $. La renda per capita de la població era de 13.247 $. Aproximadament l'1,6% de les famílies i l'1,2% de la població estaven per davall del llindar de pobresa.

## Poblacions més properes
El següent diagrama mostra les poblacions més properes.